# Cerkiew św. Mikołaja w Moskwie (Mieszczanskij)
Cerkiew św. Mikołaja w Moskwie, w rejonie Mieszczanskim, w historycznej dzielnicy Zwonary – prawosławna cerkiew w Moskwie, przy ulicy Rożdiestwienskiej, w dekanacie Spotkania Włodzimierskiej Ikony Matki Bożej eparchii moskiewskiej miejskiej. Funkcjonuje przy niej placówka filialna żeńskiego Piuchtickiego Monasteru Zaśnięcia Matki Bożej.
Wzniesiona w latach 1762–1781 na terenie zamieszkiwanym przez stróżów i dzwonników służących w cerkwiach na Kremlu moskiewskim, z fundacji hrabiego I. Woroncowa. Autorem jej projektu był Karl Blank, jeden z ostatnich rosyjskich architektów tworzących w stylu barokowym. Cerkiew reprezentuje ten właśnie styl z elementami zyskującego popularność w okresie jej powstania klasycyzmu. Budynek wzniesiony został na planie prostokąta, na którym wznosi się szeroki ośmioboczny bęben podtrzymujący kopułę, zwieńczoną tradycyjną mniejszą cebulastą kopułką.
Cerkiew była remontowana w 1900. W latach 30. XX w. została odebrana Rosyjskiemu Kościołowi Prawosławnemu i zaadaptowana na magazyn.
Szczególną czcią otaczane są przechowywane w świątyni ikony Zaśnięcia Matki Bożej oraz ikona Matki Bożej „Poszukiwanie Zaginionych”. Główny ołtarz cerkwi poświęcony jest Zwiastowaniu.

## Związani z cerkwią
W latach 1913–1922 i 1923–1933 w świątyni służył ks. Aleksander Zwieriew, kanonizowany w 2001 jako jeden ze świętych nowomęczenników rosyjskich.